# دائرة بئر الجير
دائرة بئر الجير إحدى دائرة من دوائر ولاية وهران وعاصمتها بئر الجير. وتضم بلديات بئر الجير و حاسي بونيف و حاسي بن عقبة.